# Jordan Attah Kadiri
Jordan Attah Kadiri (Idah, 11 marzo 2000) è un calciatore nigeriano, attaccante del Dender.

## Carriera

### Club
Attah Kadiri ha cominciato la propria carriera al Sunsel, che lo ha successivamente ceduto con la formula del prestito al Nasarawa United. Il 13 agosto 2019, al termine di un periodo di prova, ha firmato un contratto con gli svedesi dell'Östersund. Ha esordito in Allsvenskan in data 25 agosto, subentrando ad Alex Purver nella sconfitta interna per 1-3 subita contro l'AIK. Il 30 settembre ha segnato il primo gol nella massima divisione locale, nella sconfitta interna per 1-2 contro il Djurgården.
Il 31 luglio 2020 è stato ufficializzato il suo passaggio ai belgi del Lommel, compagine all'epoca militante in Tweede klasse, col giocatore che ha firmato un contratto quadriennale. Il 24 agosto ha debuttato con la nuova maglia, subentrando a Juan Cejas nella sconfitta per 3-5 subita in casa contro il Seraing. L'8 novembre 2020 ha realizzato il primo gol in campionato, nella vittoria per 3-1 sul Club NXT.
Il 30 agosto 2021, Attah Kadiri è stato ceduto ai norvegesi dello Strømsgodset con la formula del prestito. Ha giocato il primo incontro in squadra il 12 settembre successivo, subentrando a Kristoffer Tokstad nella sconfitta interna per 1-2 arrivata contro il Kristiansund BK. Il 25 settembre ha segnato la prima rete, nel 5-0 inflitto al Sarpsborg 08.
Terminato il prestito, in data 10 febbraio 2022, Attah Kadiri ha fatto ritorno all'Östersund – nel frattempo scivolato in Superettan – con la medesima formula. Ad agosto dello stesso anno è tornato al Lommel.
Il 6 settembre 2023 è stato nuovamente ceduto in prestito, questa volta al Francs Borains. Il 17 settembre ha esordito con la nuova maglia, subentrando a Teddy Chevalier e trovando una rete nel successo per 2-0 arrivato sul Lierse.
Il 29 giugno 2024 è stato reso noto il suo trasferimento ai rumeni dell'UTA Arad, con un contratto annuale con opzione per un'ulteriore stagione. Il 26 agosto seguente ha debuttato in Liga I, quando ha sostituito Imoh Ezekiel nel pareggio casalingo per 1-1 arrivato contro il Farul Costanza. Il 28 settembre 2024 ha trovato il primo gol, contribuendo alla vittoria per 1-3 in casa del CFR Cluj.

## Statistiche

### Presenze e reti nei club
Statistiche aggiornate al 23 settembre 2024.
| Stagione         | Club             | Campionato       | Campionato | Campionato | Coppe nazionali | Coppe nazionali | Coppe nazionali | Coppe continentali | Coppe continentali | Coppe continentali | Supercoppe | Supercoppe | Supercoppe | Totale | Totale |
| Stagione         | Club             | Comp             | Pres       | Reti       | Comp            | Pres            | Reti            | Comp               | Pres               | Reti               | Comp       | Pres       | Reti       | Pres   | Reti   |
| ---------------- | ---------------- | ---------------- | ---------- | ---------- | --------------- | --------------- | --------------- | ------------------ | ------------------ | ------------------ | ---------- | ---------- | ---------- | ------ | ------ |
| 2018             | Sunsel           | NNL              | 0          | 0          | CN              | ?               | ?               | -                  | -                  | -                  | -          | -          | -          | ?      | ?      |
| gen.-ago. 2019   | Nasarawa United  | NPL              | 2          | 0          | CN              | ?               | ?               | -                  | -                  | -                  | -          | -          | -          | 2+     | 0+     |
| ago.-dic. 2019   | Östersund        | A                | 10         | 3          | CS              | 3               | 4               | -                  | -                  | -                  | -          | -          | -          | 13     | 7      |
| gen.-lug. 2020   | Östersund        | A                | 11         | 2          | CS              | 0               | 0               | -                  | -                  | -                  | -          | -          | -          | 11     | 2      |
| 2020-2021        | Lommel           | D2               | 24         | 3          | CB              | 2               | 0               | -                  | -                  | -                  | -          | -          | -          | 26     | 3      |
| ago.-dic. 2021   | Strømsgodset     | ES               | 7          | 1          | CN              | 1               | 3               | -                  | -                  | -                  | -          | -          | -          | 8      | 4      |
| feb.-ago. 2022   | Östersund        | S                | 14         | 1          | CS              | 0               | 0               | -                  | -                  | -                  | -          | -          | -          | 14     | 1      |
| Totale Östersund | Totale Östersund | Totale Östersund | 35         | 6          |                 | 3               | 4               |                    | -                  | -                  |            | -          | -          | 38     | 10     |
| ago. 2022-2023   | Lommel           | D2               | 14         | 2          | CB              | 1               | 0               | -                  | -                  | -                  | -          | -          | -          | 15     | 2      |
| Totale Lommel    | Totale Lommel    | Totale Lommel    | 38         | 5          |                 | 3               | 0               |                    | -                  | -                  |            | -          | -          | 41     | 4      |
| 2023-2024        | Francs Borains   | D2               | 19         | 9          | CB              | 2               | 1               | -                  | -                  | -                  | -          | -          | -          | 21     | 10     |
| 2024-2025        | UTA Arad         | L1               | 4          | 0          | CR              | 0               | 0               | -                  | -                  | -                  | -          | -          | -          | 4      | 0      |
| Totale           | Totale           | Totale           | 105        | 21         |                 | 9               | 8               |                    | -                  | -                  |            | -          | -          | 114    | 29     |